# Vườn quốc định Tsurugisan
Vườn quốc định Tsurugisan (剣山国定公園 Tsurugisan kokutei kōen) là một Vườn quốc gia dự kiến trải rộng qua địa giới của hai tỉnh Tokushima và Kōchi, Nhật Bản. Nó được thành lập vào ngày 3 tháng 3 năm 1964 và có diện tích 209,6 km2 (80,9 dặm vuông Anh). Trong tỉnh Tokushima, khu bảo tồn này bao gồm Núi Tsurugi, một đoạn của sông Yoshino và thung lũng Iya.